# Bóg jest wielki, a ja malutka
Bóg jest wielki, a ja malutka (fr. Dieu est grand, je suis toute petite) – francuska komedia romantyczna z 2001 roku.

## Opis fabuły
Główna bohaterka, 20-letnia Michele, rozstała się ze swoim partnerem, Bertrandem, i poddała  aborcji. Teraz pisze pamiętnik ze swojego życia. Film ukazuje kolejne trzy lata jej życia. Michele, szukając swojej tożsamości, ucieka się do religii. Najpierw zostaje gorliwą katoliczką, potem buddystką. Wreszcie pod wpływem nowego chłopaka decyduje się przejść na judaizm.

## Obsada
- Audrey Tautou - Michele
- Édouard Baer - François
- Julie Depardieu - Valérie
- Catherine Jacob - Evelyne
- Philippe Laudenbach - Jean
- Cathy Verney - Florence
- Anna Koch - Régine
- Max Tzwangue - Simon